# Neea marahuacae
Neea marahuacae är en underblomsväxtart som beskrevs av Julian Alfred Steyermark. Neea marahuacae ingår i släktet Neea och familjen underblomsväxter. Inga underarter finns listade i Catalogue of Life.